# Massive Aggressive
Massive Aggressive från 2009 är Municipal Wastes tredje studioplatta.

## Låtförteckning
1. Masked by Delirium 1:56
2. Mech-Cannibal 2:20
3. Divine Blasphemer 1:59
4. Massive Aggressive 1:42
5. Wolves of Chernobyl 2:37
6. Relentless Threat 1:46
7. The Wrath of the Severed Head 2:45
8. Upside Down Church 2:29
9. Shredded Offering 2:30
10. Media Skeptic 1:33
11. Horny for Blood 1:38
12. Wrong Answer 2:32
13. Acid Sentence 3:02